# Jokūbas Gintvainis
Jokūbas Gintvainis (Plungė, 25 luglio 1994) è un ex cestista lituano.